# Realschule Vorsfelde
Die Realschule Vorsfelde ist eine allgemeinbildende Realschule im Wolfsburger Ortsteil Vorsfelde in Niedersachsen. Sie ist die ältere der beiden Realschulen der Stadt. Die aktuelle Schulleiterin ist Cordelia Zapel.

## Beschreibung
Die Realschule hat ihren Sitz im Schulzentrum Vorsfelde gemeinsam mit dem Phoenix-Gymnasium, der Hauptschule Vorsfelde und der Friedrich-von-Schiller-Schule (Sekundarstufe I der Förderschule).
In der Realschule werden etwa 640 Schülerinnen und Schüler von 22 Lehrkräften unterrichtet. Es gibt 24 Schulklassen in den Jahrgängen 5 bis 10. Die Schule ist eine teilgebundene Ganztagsschule, an der an zwei Tagen verbindlicher Nachmittagsunterricht erteilt wird. An zwei weiteren Nachmittagen können Angebote des Schulzentrums wahrgenommen werden. Im Schulzentrum gibt es unter anderem einen Freizeitbereich, eine Schülerbibliothek, ein Selbstlernzentrum, eine Mensa und mehrere Schulhöfe.

## Geschichte

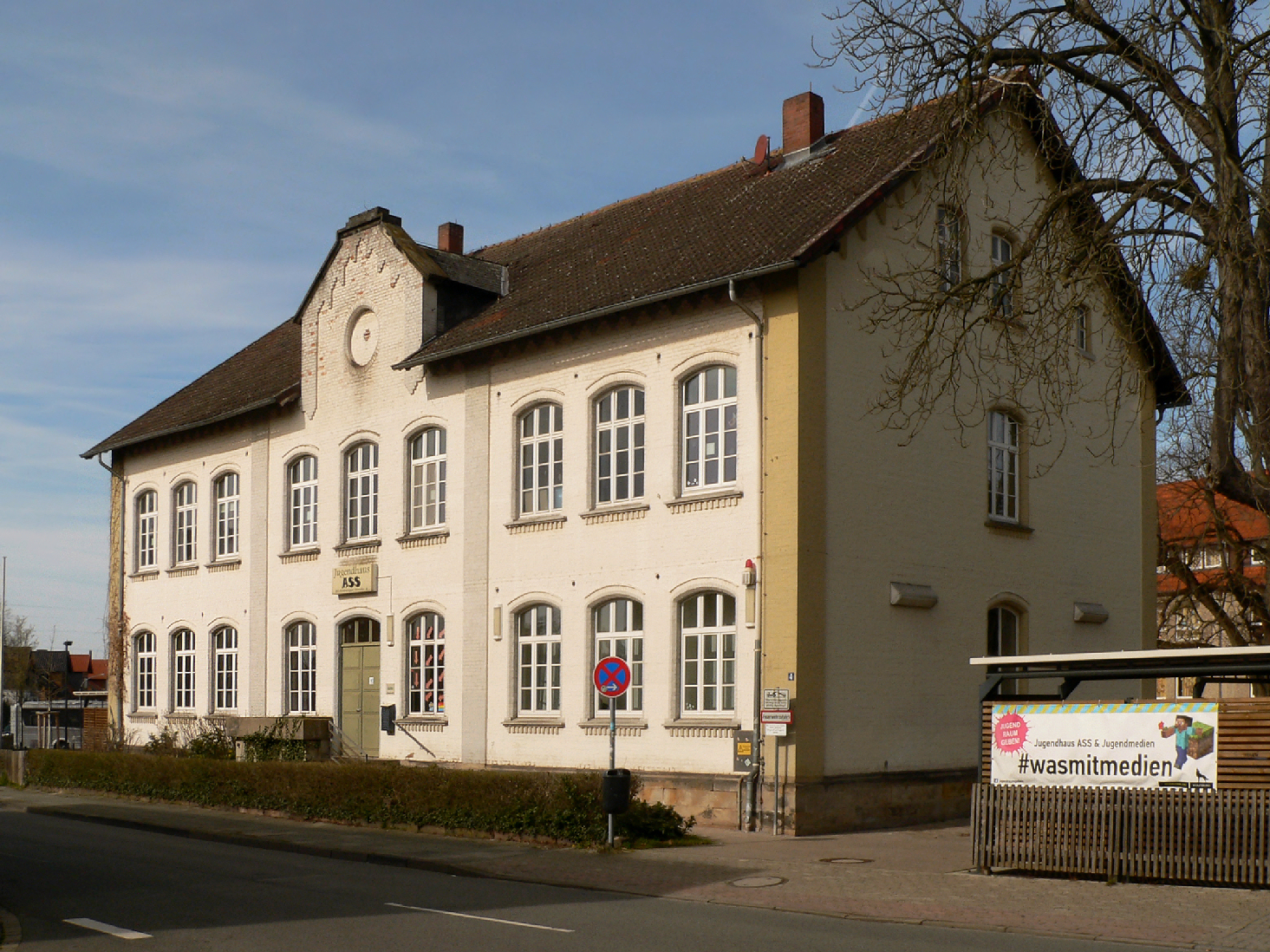
Gebäude der früheren Bürgerschule Vorsfelde, die bis 1967 Sitz der Realschule war

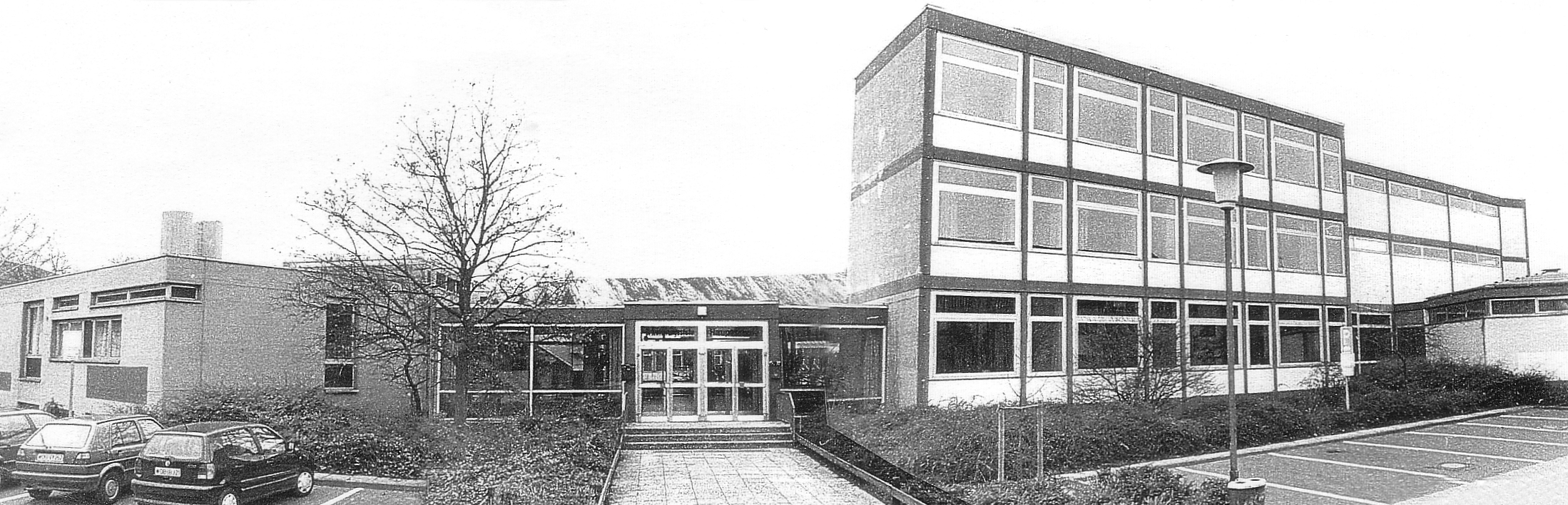
Bereich der Realschule in den 1960er und 1970er Jahren mit dem Funktionstrakt links, dem Eingang mittig und Klassenräumen sowie dem Musikpavillon rechts

Die Schule nahm am 1. April 1923 als Mittelschule mit vier Klassen den Schulbetrieb auf. Anlass ihrer Gründung war ein 1922 vom Landesschulamt gemachter Vorschlag, die bestehende Bürgerschule Vorsfelde um einen Mittelschulzug zu erweitern. Der Minister für Volksbildung im Freistaat Braunschweig genehmigte 1923 das Vorhaben. Die Mittelschule bekam ihren Sitz im Gebäude der Bürgerschule, die 1933 zur Volksschule wurde. 1939 wurden in der Mittelschule 102 Schüler und Schülerinnen unterrichtet. Die Hälfte von ihnen kam aus dem Vorsfelder Umland. 1945 gegen Ende des Zweiten Weltkriegs wurde der Unterricht eingestellt. Nach Kriegsende bewohnten zunächst Displaced Persons aus Polen das Schulgebäude. Im Februar 1946 wurde der Schulbetrieb mit etwa 110 Mittelschülerinnen und Mittelschülern wieder aufgenommen. Am 21. März 1948 beging die Mittelschule ihr 25-jähriges Jubiläum. Anfang der 1950er Jahre stieg die Schülerzahl in Vorsfelde enorm an. Im Schulgebäude wurden 740 Volks- und Mittelschüler im Schichtbetrieb unterrichtet. Aufgrund der Raumnot wurde auf dem Schulgrundstück 1955 ein Schulneubau errichtet, der später zur Altstadtschule wurde. Zu dem Zeitpunkt wurde die Mittelschule in Vorsfelde eine eigene Schulform und von der Volksschule getrennt. Während die Volksschüler in den Neubau zogen, blieb die Mittelschule mit 220 Schülern und Schülerinnen im 1870 erbauten Schulgebäude der früheren Bürgerschule. Wie in ganz Niedersachsen, wurde die Vorsfelder Mittelschule 1965 zur Realschule. Aufgrund der zunehmenden räumlichen Enge wurde für die Realschule an der Straße Im Eichholz ein Klassentrakt mit 12 Räumen errichtet. Er entstand Mitte der 1960er Jahre in zeitgemäßer, aber umstrittener Sichtbeton-Bauweise (Brutalismus) und wurde 1967 bezogen. 1969 folgten Erweiterungsbauten mit Pausenhalle, Werkräumen, Musikpavillon und Fachräumen. Die Gesamtkosten beliefen sich auf etwa 1,6 Millionen DM. Die Bauausführung oblag dem Wolfsburger Architekten Rolf Nolting. Nach der Fertigstellung nahmen die Schülerzahlen in Vorsfelde weiter zu. Die damals zum Landkreis Helmstedt gehörige Stadt Vorsfelde beschloss 1971, den Gebäudekomplex der Realschule zum Schulzentrum zu erweitern. Dies erfolgte 1975, nachdem Vorsfelde drei Jahre zuvor nach Wolfsburg eingemeindet worden war. 1975 bezog die Realschule einen neu errichteten Klassentrakt auf dem Schulgelände. Am 27. März 1998 beging die Realschule ihr 75-jähriges Jubiläum.

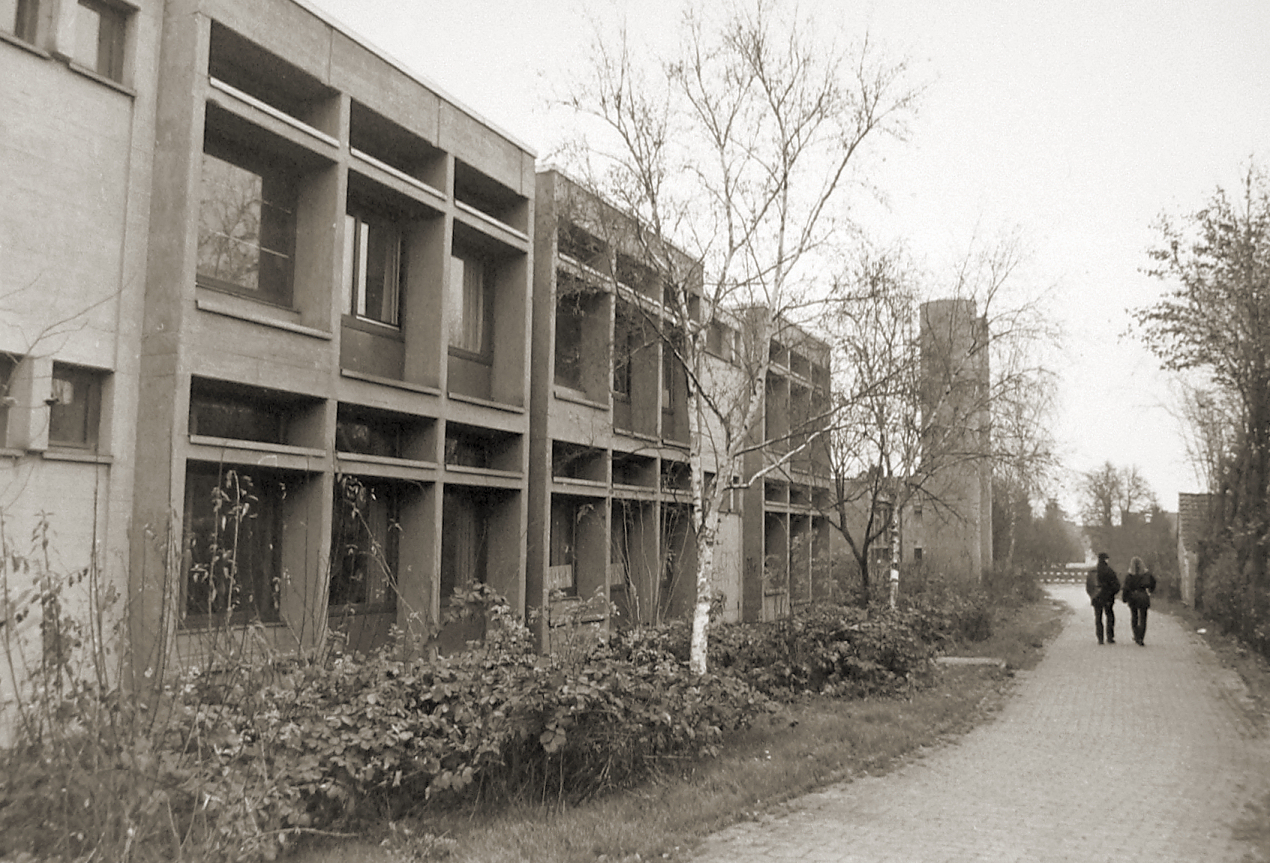
Erster Klassentrakt der Realschule aus der Mitte der 1960er Jahre im Stil des Brutalismus
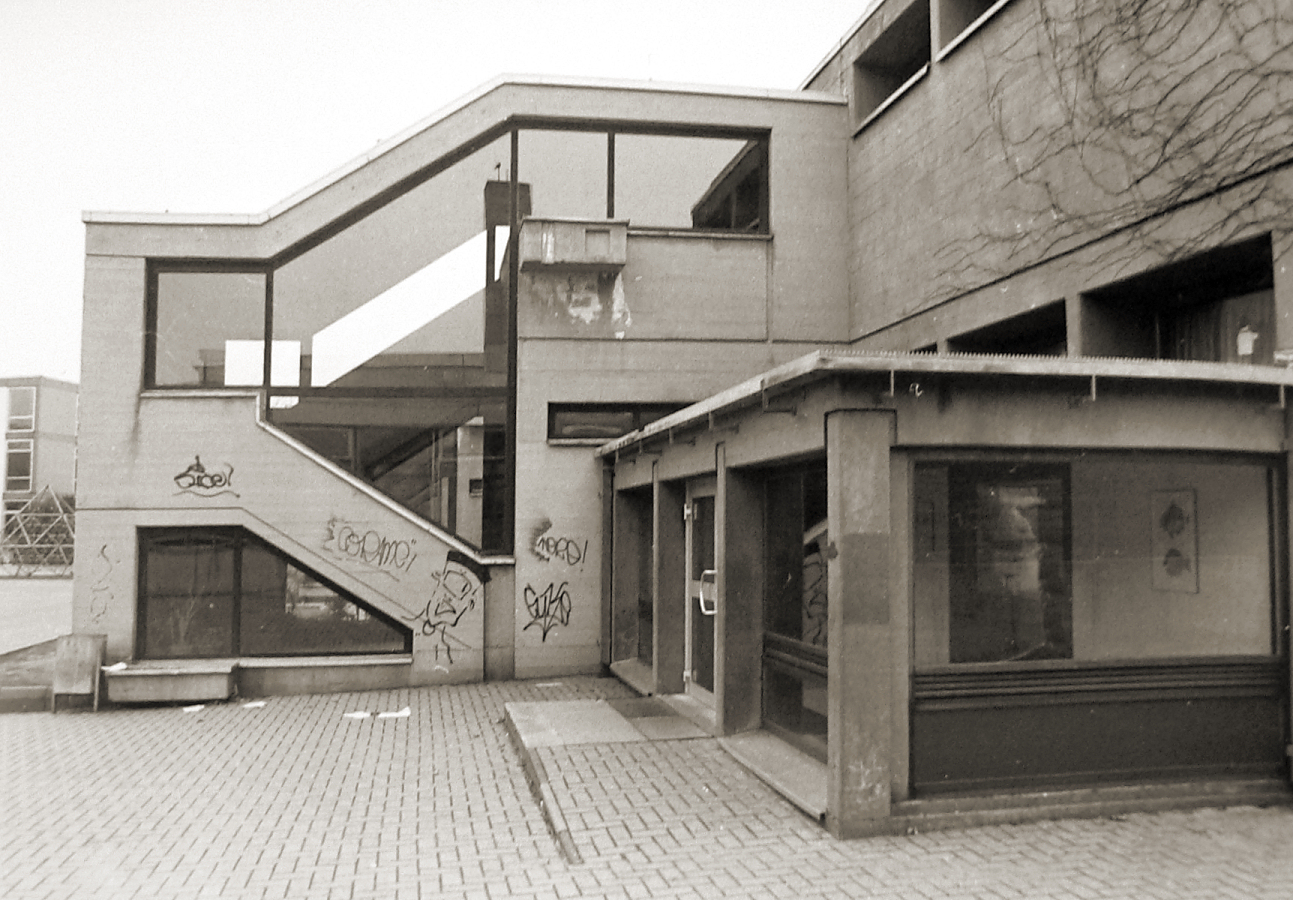
Gang und Treppenaufgang
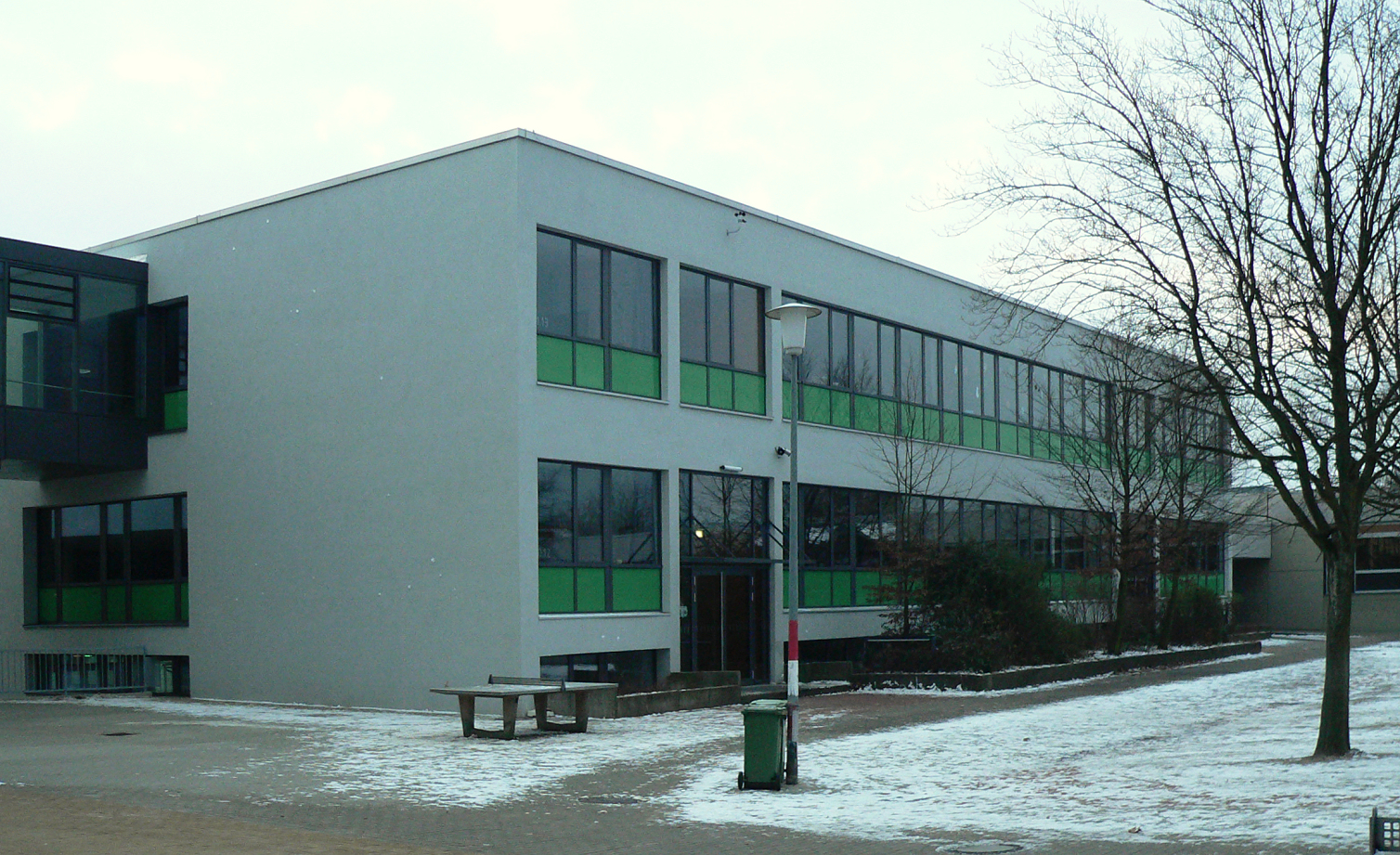
Klassentrakt der Realschule von 1975

## Bekannte Schüler
- Rolf Nolting (1926–1995), Architekt und Politiker (CDU)